# Karbonisieren (Metallbearbeitung)
Karbonisieren oder auch Bekohlen bezeichnet die Bedeckung der Oberfläche von Elektroden aus Blechen oder Drahtgeweben von Elektronenröhren mit einem dünnen, schwärzenden Kohleüberzug.

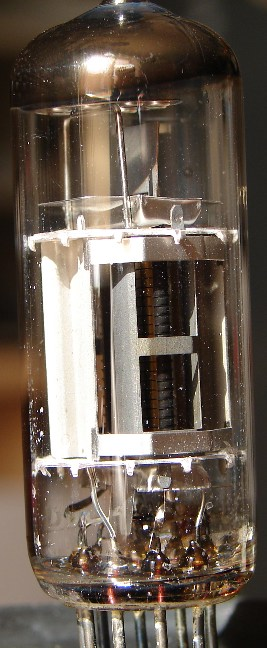
Eine PL802, deutlich sichtbar ist das geschwärzte Schirmgitter.

Die Erzeugung dieser Schicht kann durch
- Niederschlag von Ruß aus Flammen,
- Auftragen fein verteiltem, mit einem Bindemittel gemischten Kohlenstoff (z. B. Aquadag) auf den meist aufgerauten Metalluntergrund mit nachträglichem Erhitzen unter Vakuum auf 700–950 °C, vorteilhaft für Untergründe aus Nickel,
- thermische Zersetzung von Kohlenwasserstoffen

erreicht werden.
Die so behandelten Oberflächen weisen eine erhöhte Abstrahlung der durch die Anodenverlustleistung eingetragenen Wärmeenergie auf. Karbonisiert werden u. a. Anoden, Gitter oder Kühlflügel in Verstärker- oder kleinen Senderöhren.
Karbonisierte Oberflächen sind nicht sehr wischfest und aufwendig zu entgasen. Derart behandelte Anoden sind ab den 1940er Jahren fast vollständig durch P2-Eisen, eine durch eine Aluminium-Eisen-Reaktion aufgeraute Oberfläche, verdrängt worden.